# 381/40 Mod. 1914
Il 381/40 Modello 1914 era un cannone navale italiano ordinato nel 1913 per equipaggiare le navi da battaglia della classe Francesco Caracciolo. La costruzione delle unità venne cancellata nel 1916, ed i cannoni vennero destinati ad altri utilizzi: montati su monitori o come artiglieria costiera o ferroviaria. Nel ruolo di difesa costiera furono utilizzati anche durante la seconda guerra mondiale.

## Sviluppo

Granata da 381/40

Negli anni dieci del XX secolo la Regia Marina immise in servizio sei moderne navi da battaglia tipo dreadnought armate con cannoni da 305/46 Mod. 1909. In quegli anni, però, sia la Royal Navy, che la Marine nationale, progettarono navi da battaglia armate con cannoni da 340, 343 e 381 mm. In particolare la Regia Marina focalizzò la sua attenzione sul nuovo pezzo da 381/42 (381 mm L/42) progettato dalla Royal Ordnance, e destinato ad armare le nuove corazzate classe Queen Elizabeth. Questo pezzo, realizzato in due modelli diversi da Vickers e Armstrong, fu adottato dalla Regia Marina con la designazione 381/40 mod. 1914, destinate ad armare le nuove quattro super dreadnought classe Francesco Caracciolo da 34.000 tonnellate, tutte impostate nel 1914-1915. Oltre agli 8 cannoni dell'armamento principale, ogni nave doveva avere un dotazione di riserva di tre pezzi. Pertanto, nel 1913, venne ordinata la produzione di un totale di 44 cannoni, suddivisi tra Ansaldo-Schneider di Genova (11), Vickers-Terni di La Spezia (11, designati "Vickers Mark A") e Armstrong di Pozzuoli (22, designati "Elswick mod.A"). I modelli prodotti da Armstrong e Vickers erano del tipo a cerchiatura a nastro d'acciao, mentre il modello Schneider era un monoblocco Il governo favorì la produzione della ditta britannica Armstrong-Pozzuoli ordinandone due serie costruttive, una di 12 e una di 10 l'anno successivo. Questo avvenne nonostante il fatto che il modello Ansaldo fosse decisamente meno pesante.

## Tecnica
La dimensione della canna richiese l'adozione di nuove tecnologie e particolari accorgimenti costruttivi, affinché fosse la più accurata possibile e garantisse tutta la robustezza necessaria. la lunghezza della canna fu fissata in 40 calibri. Il pezzo da 381/40 Ansaldo-Schneider pesava 62.600 kg, era lungo 15,75 m, quello realizzato da Armstrong-Pozzuoli pesava 84.900 kg di peso e raggiungeva i 15,755 m di lunghezza, mentre quello della Vickers-Terni aveva un peso di 83.825 kg di peso e i 15,755 m di lunghezza. la celerità di tiro dei due tipi era pari a 1,2 colpi al minuto.
Le prestazioni comunque erano le medesime: infatti, tutti i modelli erano in grado di sparare un proiettile AP da 884 kg alla distanza di 19.800 (alzo a 20°) o 27.300 (alzo a 30°) metri, con una velocità iniziale di 700 m/s. La celerità di tiro era di 1,5 colpi al minuto per quelli prodotti da Ansaldo-Schneider e Vickers, e di 2 colpi al minuto per gli Armstrong. La durata media dell'anima rigata interna alla canna era di 150 colpi, dopodiché essa andava estratta e sostituita con una nuova..

## Utilizzo
Le Francesco Caracciolo furono impostate tra la fine del 1914 ed la metà del 1915, ma l'ingresso del Regno d'Italia nella prima guerra mondiale portò alla sospensione dei lavori nel marzo 1916 per privilegiare la costruzione di armi che avevano una maggiore priorità, e poi all'annullamento della commessa. Solo la Francesco Caracciolo fu poi varata il 12 maggio 1919 presso il Regio Cantiere di Castellammare di Stabia, al fine di liberare lo scalo, mentre la costruzione della Cristoforo Colombo, della Marcantonio Colonna e della Francesco Morosini fu definitivamente sospesa, e ciò che era stato realizzato della navi fu demolito sullo scalo entro il 1918. Per questa ragione, i cannoni costruiti furono utilizzati in altri ruoli.

### Artiglieria ferroviaria
Quattro o sette esemplari di costruzione Ansaldo furono trasferiti al Regio Esercito e montati su pianali ferroviari. Furono utilizzati sul fronte dell'Isonzo a partire dal 1917. Dopo la fine della guerra, vennero trasferiti alla difesa costiera ed impiegati nel conflitto successivo per proteggere il porto di Genova. Non si sa però molto sul loro impiego.

### Artiglieria navale

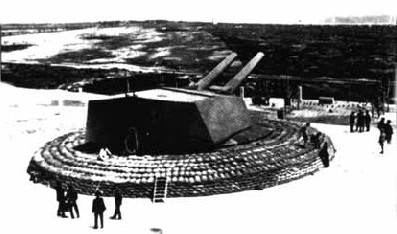
Torre da 381 mm della batteria Amalfi.

Diversi esemplari furono installati su imbarcazioni di vario tipo, ed utilizzati per appoggiare le operazioni di terra dell'esercito. In dettaglio, si trattava dei due monitori e cinque pontoni armati.
- Monitori: Faà di Bruno ed Alfredo Cappellini, che ne imbarcavano due in una torre binata. L'alzo massimo era di 30°. Il Cappellini affondò per una tempesta nel 1917, mentre il Faà di Bruno sopravvisse alla guerra e venne utilizzato nel conflitto successivo per difendere Genova.
- Pontoni armati: si trattava dei Sabotino (ex Tina), Monte Santo (ex Jella), Monte Grappa, Montello e Monte Novegno, che imbarcarono un singolo cannone. L'alzo massimo era di 35°.

### Artiglieria costiera
Dopo la fine della prima guerra mondiale, i cannoni furono utilizzati per la difesa costiera. Nel giugno 1940, vi erano complessivamente dieci esemplari, schierati in difesa di Genova ed Augusta. Rimasero in servizio tutto il conflitto.